# 熱海交通自動車
熱海交通自動車株式会社（あたみこうつうじどうしゃ）は、かつて静岡県熱海市に存在したタクシー会社である。

## 概要
熱海市に古くから営業していたタクシー会社である。TBSテレビの2時間ドラマ『駅前タクシー湯けむり事件案内』で主人公の勤務先として描かれ、同作品の撮影協力も行った。
2017年11月28日、静岡地裁沼津支部から破産開始決定を受ける。負債総額は約2億5000万円。2021年1月21日に法人格が消滅した。

## 関連する人物
- 梅沢富美男
- 前川清